# Tantiusques
Tantiusques ist ein 57 Acres (23,1 ha) umfassendes Naturschutzgebiet bei der Stadt Sturbridge im Bundesstaat Massachusetts der Vereinigten Staaten. Es wird von der Organisation The Trustees of Reservations verwaltet.

## Geschichte
Das Gebiet wurde bereits vor der Ankunft der europäischen Siedler von den Nipmuck-Indianern für den Abbau von Graphit benutzt, das dort in großen Mengen vorkommt und nach dem der Ort benannt wurde; „Tantiusques“ bedeutet in der Sprache der Indianer so viel wie „zu einer schwarzen Lagerstätte zwischen den Hügeln“. Die Nipmuck nutzten das Graphit vorwiegend für zeremonielle Malereien.
1644 kaufte John Winthrop, Jr., Sohn des ersten Gouverneurs der Massachusetts Bay Colony, die Mine und das umgebende Land von den Indianern und errichtete dort das erste kommerziell betriebene Bergwerk in Neuengland. Dabei ging er davon aus, dass dort neben Graphit ebenso Blei und Eisen zu finden sei. Die Mine blieb bis 1784 im Besitz der Familie, obwohl die Extraktion der wertvollen Bestandteile sehr aufwendig war und das Unternehmen nur geringen Profit erwirtschaftete.
1828 kaufte der Bostoner Kaufmann Frederick Tudor das Grundstück und baute dort erfolgreich weiterhin Graphit ab. Zu seinen Angestellten zählten auch Joseph Dixon und dessen Sohn, die später gemeinsam in New Jersey das Unternehmen J.D. Crucible Company gründeten, das weithin bekannt für seine Bleistifte war. Aus dem Unternehmen entstand die noch heute aktive Dixon Ticonderoga Company, die Bürobedarf allgemeiner Art, aber ebenso weiterhin Bleistifte produziert. Graphit war außerdem ein wichtiger Rohstoff bei der Herstellung von Schmelztiegeln, in denen andere Materialien auf hohe Temperaturen erhitzt werden. 1910 war die Mine jedoch weitgehend erschöpft und wurde geschlossen.
George H. Haynes, Professor am  Worcester Polytechnic Institute, hatte ein großes Interesse an der Geschichte des Bergwerks und veröffentlichte 1902 den Artikel The Tale of Tantiusques - An Early Mining Venture in Massachusetts. Die Sturbridge Historical Commission befasste sich daraufhin mit der Anlage und konnte schließlich erreichen, dass die Mine am 6. Oktober 1983 unter der Nummer 83004141 in das National Register of Historic Places eingetragen wurde. Bereits 1962 schenkte Roger Chaffee, der unter Haynes gearbeitet hatte, den Trustees das Grundstück.

## Schutzgebiet
Besuchern des heutigen Schutzgebiets steht ein 1,5 mi (2,4 km) langer Rundweg zur Verfügung. 2002 kauften die Trustees die benachbarte Robert Crowd Site hinzu, wo die Ruine des Hauses steht, in dem Robert Crowd lebte. Er besaß sowohl afroamerikanische als auch indianische Vorfahren und arbeitete in den 1850er Jahren in der Mine.
Das Bergwerk ist noch gut zu erkennen, da es sich im Wesentlichen um einen Tagebau handelte, der dem Graphit-Flöz folgte und mehrere hundert Meter lang, 20 ft (6,1 m) bis 50 ft (15,2 m) tief und 6 ft (1,8 m) breit war. Es wurde jedoch auch unter Tage gearbeitet; der jüngste Stollen wurde 1902 angelegt.